# A.P.C.
Atelier de Production et de Création, também conhecida pela sigla A.P.C., é uma marca parisiense de pronto-a-vestir. Foi fundada em 1987 pelo estilista judeu e tunisiano Jean Touitou.

## História
Em 1987, Jean Touitou desenvolveu uma coleção de moda masculina que mais tarde se tornaria na marca A.P.C.. Estas primeiras roupas possuíam etiquetas que apenas diziam “HIVER 1987”. Esta designação foi substituída pela sigla "A.P.C." somente em 1989, consagrando então a criação da marca.
Em 1993, a marca abriu várias lojas fora de França, nomeadamente em Tóquio e na Mercer Street, em Nova York.
As primeiras peças das coleções da A.P.C. caracterizavam-se por designs minimalistas, com cortes e padrões simples. Mais tarde, as coleções viriam a incluir denim japonês.
Em 2011, a designer Jessica Ogden lançou a primeira coleção de colchas da A.P.C., elaboradas com restos de tecido. Quando Vanessa Seward se juntou à marca em 2012, ela foi responsável por uma coleção-cápsula, e, posteriormente, pela sua própria linha de roupas femininas. Em 2018, foi lançada a primeira coleção de tênis da marca.
Posteriormente, a A.P.C. começou a organizar desfiles de moda, e desde 2018 faz parte do calendário oficial da Fédération française de la couture.
Em 2023, a A.P.C. vendeu uma participação maioritária por um valor não divulgado à empresa de investimentos L Catterton, formando uma parceria estratégica de expansão internacional da marca.